# Argo-Micene
Argo-Micene (in greco Άργος-Μυκήνες?, Argos-Mykīnes) è un comune della Grecia situato nella periferia del Peloponneso (unità periferica dell'Argolide) con 47 745 abitanti secondo i dati del censimento 2001.
Il comune è stato istituito nel gennaio 2011 a seguito della riforma amministrativa detta Programma Callicrate che ha abolito le prefetture e accorpato numerosi comuni, fondendo in questo caso i due comuni di Argo e Micene.

## Storia

### Storia antica

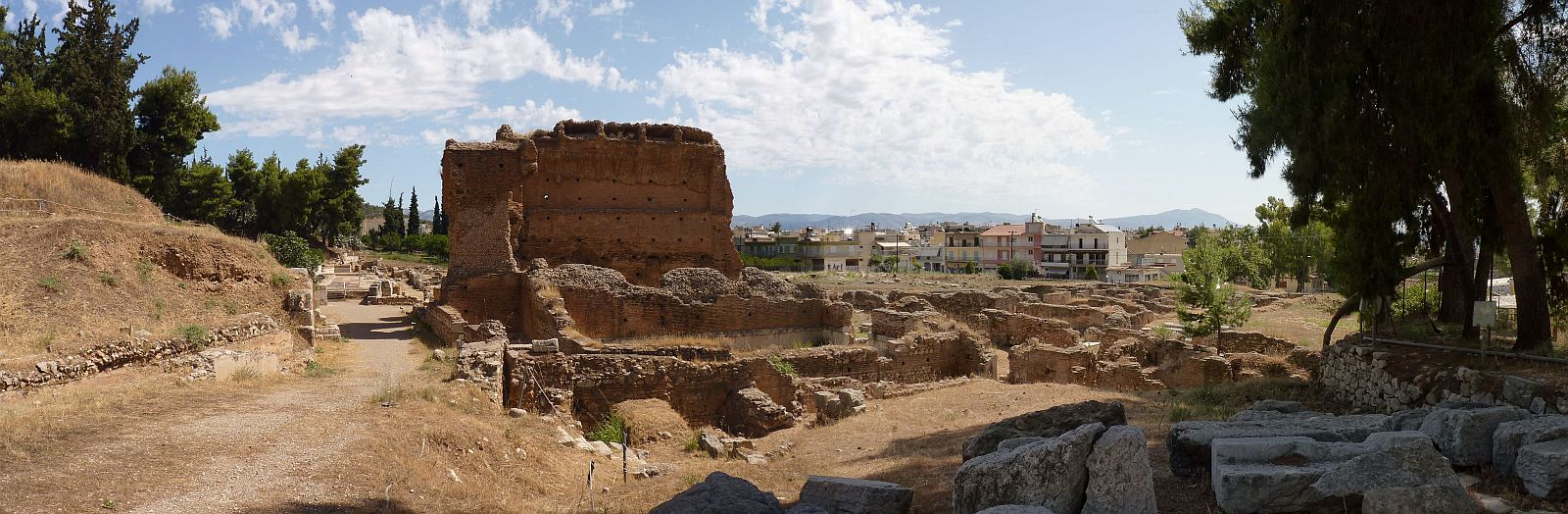
Città antica di Argo

La città di Argo sorge ai piedi di una catena montuosa che chiude a nord l'omonima pianura e che a sud termina nel golfo di Nauplia. Inserita lungo importanti vie di comunicazione che collegavano il Peloponneso all'Attica e alla Beozia, la città poteva contare sulle produzioni agricole della pianura circostante e sui commerci marittimi che si svolgevano nel vicino porto di Nauplia.
Ad est e a ovest della città sorgono due colline, Larissa e Aspis. La prima fu la sede dell'agglomerato e della rocca micenea, sulla seconda sorgeva un tempio dedicato ad Apollo Liceo (Lyceios) e altri dedicati a Diomede ed Atena.
Edificata durante l'età del bronzo fu probabilmente rifondata nel 1000 a.C. come gli altri centri dell'Argolide fu abitata dagli Ioni, poi scacciati dai Pelasgi, che a loro volta furono sostituiti dai Pelopidi, la stirpe di Agamennone, re di Micene. Quindi, nel X secolo a.C. i Dori giunsero nella regione e si mescolarono alle genti che si erano qui stabilite.
La città fu nella Grecia antica la seconda città del Peloponneso ed "una delle più importanti terze forze nel quadro internazionale greco".
Dell'Argo dell'epoca micenea restano ben poche vestigia. La città, insieme a Micene e Tirinto, doveva far parte dell'organizzazione difensiva palaziale micenea, che si è persa nei secoli successivi.
Dopo i secoli bui greci, caratterizzati dalla decadenza dei palazzi micenei e da un brusco calo della popolazione del Peloponneso, Argo si riformerà per sinecismo di alcuni piccoli centri situati ai piedi delle due colline. espandendosi poi fino a raggiungere la massima estensione nell'VIII secolo a.C. Estendendo il suo dominio sull'Argolide e su parte del Peloponneso, in questo periodo espanse la sua influenza alle oramai decadute città micenee di Tirinto e Micene, occupando Nauplia e il suo porto, espandendosi ad ovest verso l'Arcadia e a sud lungo il fiume Parnone riducendo gli occupati, definiti orneati in una condizione di semilibertà simile a quella dei perieci spartani.
Successivamente Argo comincia gradatamente a perdere il proprio predominio. A Nord, nelle città di Sicione e Corinto si affermarono due dinastie di tiranni, gli Ortagoridi di Sicione e i Cipselidi di Corinto, fortemente ostili ad Argo che contrastarono non solo il dominio politico e commerciale argolide ma anche quello culturale (il tiranno ortagoride Clistene (ca. 600 a.C. - 570 a.C.) vieterà la lettura dell'Iliade perché esaltava troppo le glorie degli eroi argivi).
Argo così, con l'andare del tempo, vide diminuire la sua area di influenza su territori via via più importanti strategicamente, come le città di Epidauro, Trezene ed Ermione e successivamente l'isola di Egina. Trovandosi in tale difficoltà nel Peloponneso, Argo dovette cercare alleanze al di fuori di questa regione. Gli argivi perciò cominciarono ad interessarsi alle vicende ateniesi e infatti un contingente di mercenari argivi aiutarono Pisistrato a divenire tiranno di Atene nel 549 a.C.
In particolare fu l'intervento di Sparta a ridimensionare definitivamente la potenza argiva fino ad impedirle il controllo della stessa pianura circostante. Sparta infatti strappò la città di Tirea al dominio argivo nel 545 durante la cosiddetta battaglia dei campioni che vide gli spartani vittoriosi, se pur con notevoli perdite. In seguito a questa battaglia numerose poleis più piccole si posero sotto la tutela spartana.
Dopo aver vinto i Corinti che assediavano l'alleata Megara, Argo subì altre gravi sconfitte ad opera degli spartani durante il regno del potente re spartano Agiade, Cleomene I. Dopo quella di Sepeia (Sepia) con la successiva strage di opliti avversari operata del re Cleomene I causerà una gravissima crisi demografica in Argo (Erodoto parla di 6 000 caduti). Argo comunque non venne distrutta (e di questo gli spartani accusarono Cleomene I), non dovette entrare nella lega del Peloponneso e poté mantenere l'indipendenza.
La complicata situazione politico sociale creatasi in Argo durante questo periodo è dimostrata anche dal comportamento ambiguo che la città ebbe durante la guerra fra Egina ed Atene nel periodo fra la prima e la seconda guerra persiana. Argo negò l'appoggio agli Egineti in quanto questi avevano partecipato alla battaglia di Sepia come alleati degli Spartani, ma poi inviò un contingente di mille volontari al comando di Euribate, un campione olimpico del pentathlon antico.
Il mutamento della politica estera ateniese sotto il dominio di Cimone, con il concetto delle due sfere di influenza e la fine della ostilità verso Sparta, lascerà sconcertati gli argivi che infatti non parteciparono alla battaglia di Dipea a fianco degli Arcadi contro gli Spartani. Ciò favorì una ripresa del partito oligarchico nel 468 a.C. Quando i figli degli aristocratici giunti alla maggiore età ripresero il controllo della città scacciando gran parte dei nuovi venuti che si rifugiarono a Tirinto conquistandola. Per un qualche tempo fra le due città regnò la pace ma poi gli esuli tentarono di riconquistare Argo (Erodoto racconta che furono in questo consigliati da un certo Cleandro proveniente dall'Arcadia) e furono definitivamente sconfitti.
Ma il processo di democratizzazione era ormai avviato perché i giovani aristocratici erano cresciuti in una città diversa dal passato e avevano ammirazione per la democratica, Atene, nemica di Sparta e anche perché stava crescendo una nuova generazione di meticci fra i vecchi e nuovi cittadini.
Il potere dell'assemblea (che raccoglieva tutti i cittadini adulti) continuò a crescere e le nuove magistrature (come gli artini) ridussero ulteriormente il potere regio fino alla sua scomparsa.
Con la caduta del partito filospartano ad Atene e l'ostracismo di Cimone a favore di Efialte e Pericle si avrà un riavvicinamento fra Atene ed Argo con la firma di un nuovo trattato di alleanza e una ripresa del partito democratico argivo (462 a.C.). Le aspettative sia di Atene che di Argo su questa nuova alleanza erano notevoli ma i risultati non furono quelli sperati perché Argo non riuscì mai a mettere in seria crisi la supremazia militare spartana nel Peloponneso, anzi, negli anni successivi, l'ostilità sia di Argo che di Atene sembrano spostarsi più su Corinto che non Sparta e questa fu la causa della cosiddetta prima guerra del Peloponneso.
Durante la seconda guerra sacra Argo sarà fedele alleata di Atene.
Dal 451 al 421 a.C. Argo mantenne una politica estera ambigua. Nel 446 a.C. firmerà insieme ad Atene il trattato di pace trentennale con Sparta e rimarrà neutrale durante la prima fase della guerra del Peloponneso.

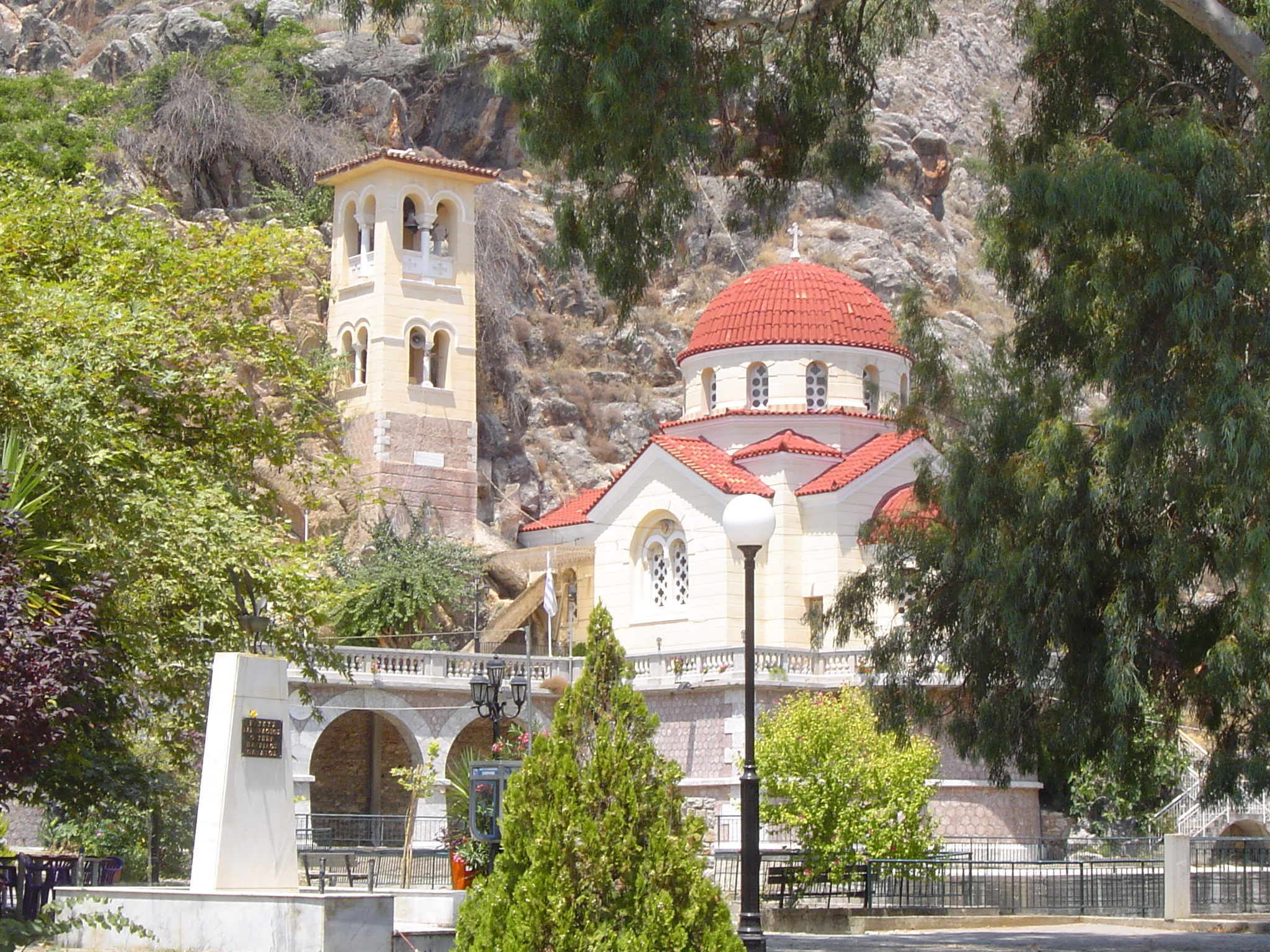
La Chiesa di Santa Maria della Fonte (Ζωοδόχος Πηγή Zoodhòkhos Pijì, "la fonte che dà la vita"), presso il centro nuovo di Argo

Nel 421 a.C., allo scadere del trattato con Sparta, Argo rifiutò di rinnovare il trattato adducendo come scusa la mancata restituzione del territorio della Cinuria che gli Spartani avevano assegnato agli esuli di Egina nel 431 a.C. e che gli Argivi reclamavano come loro. La potenza spartana si trovava infatti in difficoltà per i mancati successi nella guerra del Peloponneso ed Argo intendeva approfittarne. Sparta tentò di isolare internazionalmente Argo stringendo un vero patto di alleanza cinquantennale con Atene, ma il malumore di Corinto e di altri alleati di Sparta verso la cessazione delle ostilità contro Atene diede ad Argo nuove possibilità.
Gli ambasciatori di Corinto proposero un'alleanza con Argo incitandola a divenire la città guida del Peloponneso al posto di Sparta. All'alleanza aderirono Mantinea, gli Elei, ma non i Beoti. Al rifiuto di adesione alla nuova lega anche di Tegea, Corinto abbandonò Argo e tornò all'alleanza con Sparta. Nel frattempo però i rapporti fra Sparta ed Atene erano tornati a peggiorare e il partito della guerra in Atene, ora diretto da Alcibiade, spingeva per la rottura del patto con gli Spartani e per un nuovo trattato con Argo. Fu così che Atene aderì alla lega degli Argivi.
Il primo scontro importante fra l'esercito della nuova lega argiva e quello della lega del Peloponneso avvenne nei pressi di Tegea nel 418 a.C. e si risolse in una sconfitta argiva non grave tanto dal punto di vista militare quanto dal punto di vista politico. In Argo infatti prese il potere un governo oligarchico filospartano che trattò prima una tregua e poi una vera e propria alleanza con Sparta e intimò agli ex alleati ateniesi di rientrare in Attica. Nell'anno successivo i democratici filoateniesi riprendono il potere approfittando del periodo delle Gimnopedie (feste sacre spartane durante le quali l'esercito non combatteva). Con l'aiuto di maestranze ateniesi gli Argivi tentano anche di prolungare le mura fino al porto onde permettere i rifornimenti via mare anche in caso di assedio, ma l'intervento militare spartano, al comando del re Agide II, se pur tardivo, riesce ad impedire il progetto. L'estate successiva lo stratega Alcibiade con una flotta ateniese sbarca in città per deportare gli ultimi partigiani del partito filospartano. Termina così anche queste ennesima guerra civile in Argo con il ritorno della città nell'alleanza con Atene.

### Periodo medievale
Argo fece parte dell'impero Bizantino fino alla conquista ottomana.
Durante il XII secolo sulla collina di Larissa, l'antica sede dell'acropoli, fu costruito un castello, chiamato Kastro Larissa. Argo fu poi conquistata dai Crociati e poi dalla Repubblica di Venezia finché nel 1483 non divenne parte dell'Impero ottomano. Fu riconquistata dai Veneziani comandati dal doge Francesco Morosini nel 1686 (Guerra di Morea), ma poi riconquistata dagli ottomani nel 1715 nel corso della guerra Turco Veneta (1714-1718).

### Periodo moderno
Durante la guerra greca per l'indipendenza si costituì il consolato dell'Argolide (26 maggio 1821) nell'ambito del senato del Peloponneso, che riconosceva un unico presidente (console): Stamatellos Antonopoulos. Successivamente accettò l'autorità del governo unificato provvisorio e poi entrò nel regno di Grecia. La città di Argos divenne la capitale di provincia e oggi è la più popolosa della periferia dell'Argolide.

## Monumenti

### Argo
- Teatro greco
- Acropoli greca
- Fortezza medievale di Larissa

### Micene

#### Acropoli greca di Micene
Micene è un sito archeologico situato a circa 12 km dal mare e a 9 dalla città di Argo. È inserita nell'elenco dei patrimoni dell'umanità dell'UNESCO insieme a Tirinto. Le rovine attualmente visitabili sono dell'età del bronzo, infatti il sito preistorico e protostorico (fondato da popolazioni pre-indeuropee oppure provenienti da Creta) fu presto occupato da una nuova popolazione, probabilmente proveniente dalla parte nord-orientale dei Balcani o dall'Anatolia, di origine indeuropea e di lingua affine al greco classico, che occupò progressivamente tutta la Grecia continentale e buona parte di quella insulare. Proprio per l'importanza, testimoniata anche a livello mitologico, della città di Micene all'interno di questa nuova civiltà, essa viene definita civiltà micenea, dominando su buona parte della Grecia tra il 2000 e il 1200 a.C. Tra il 1200 e il 1100 a.C. la Grecia fu attraversata da una fortissima crisi, concomitante all'invasione dei popoli del mare (Mediterraneo-Egeo), che provocarono la totale scomparsa della scrittura, la distruzione della maggior parte delle città, inclusa Micene, che subì almeno un importante incendio, e una drastica diminuzione della popolazione e della ricchezza. Appare più che probabile una distruzione violenta e la maggior parte della città di Micene entro la fine del XII secolo a.C., sebbene non esistano prove inconfutabili, e siano ipotizzabili sia attacchi violenti di popolazioni straniere (come i Dori o i Popoli del Mare), sia guerre civili fratricide, come testimoniato in chiave mitologica dal mito di Oreste. Popolazioni di ceppo dorico si stanziarono nelle rovine della città, ricostruendola o meglio costruendo sopra le rovine achee. Micene, a differenza di altri importanti centri micenei (come Atene, Argo, Corinto) non tornò ad essere un centro importante e si mantenne come piccola Polis, anche se fu comunque abitata permanentemente a differenza di centri come Tirinto o il palazzo di Nestore, che scomparvero.

#### Porta dei Leoni
La Porta dei Leoni è l'entrata monumentale della rocca di Micene, così detta per le decorazioni sul triangolo di scarico con due leoni simmetricamente disposti ai lati di una colonna. Risale al 1300 a.C. circa, e fa parte del sistema di fortificazioni delle mura ciclopiche. Non venne mai sepolta, anzi indicava il luogo dei resti di Micene quando l'archeologo tedesco Heinrich Schliemann scavò con successo la rocca e la necropoli.

#### Tesoro di Atreo
Il Tesoro di Atreo, detto anche Tomba di Agamennone, è una maestosa tomba a tholos situata nei pressi della rocca di Micene.
Fu edificata intorno alla metà del XV secolo a.C. e ospitò i resti forse del sovrano che portò a termine la ricostruzione della rocca o di un suo vicino regnante. La tomba ripete la forma di altre tholoi del Mediterraneo orientale, presenti anche nei dintorni di Micene (circa dodici), ma in forme monumentali e grandiose, arrivando ad essere uno dei più impressionanti monumenti pervenutoci dall'epoca della Grecia arcaica.